# Jakob Čebašek
Jakob Čebašek (Ljubljana, 28 april 1991) is een Sloveens basketballer.

## Carrière
Čebašek maakte zijn debuut bij KK Parklji in de Sloveense tweede klasse in 2007. Bij de club speelde hij vijf jaar en wist in zijn tweede seizoen promotie af te dwingen naar de Sloveense eerste klasse. Hij speelde bij de club tot in 2012. In 2014 tekende hij een contract bij KK Maribor, maar voordat het seizoen gedaan was brak hij het en ging spelen voor KK Elektra Šoštanj. Van 2015 tot 2016 speelde hij voor de Sloveense eersteklasser KK Zlatorog Laško waarmee hij tweede werd in het landskampioen. In 2016 ging hij spelen voor KD Hopsi Polzela en speelde er een seizoen.
In 2017 koos hij voor een buitenlands avontuur bij het Belgische Liège Basket waar hij een seizoen speelde. In 2018 ging hij spelen voor reeksgenoot Kangoeroes Mechelen. Hij keerde hierna terug naar eigen land en speelde het seizoen uit bij KK Sixt Primorska waarmee hij landskampioen werd. Het seizoen erop 2019/20 speelde hij voor KK Šentjur. In 2020 tekende hij een contract bij de Italiaanse club Trieste 2004. Hij speelde het seizoen echter uit bij het Roemeense CS Dinamo București.
Voor het seizoen 2021/22 ging hij opnieuw in België spelen ditmaal voor de Leuven Bears, hij verliet de club aan het einde van het seizoen. Voor het seizoen 2022/23 tekende hij een contract bij het Roemeense Athletic Constanța waar hij een seizoen speelde. In de zomer van 2023 maakte hij de overstap naar het Wit-Russische BK Tsmoki-Minsk. In de zomer van 2024 tekende hij bij de Sloveense eersteklasser KK Krka.
Sinds 2018 maakt hij ook deel uit van het Sloveens nationale team waarmee hij in 2020 deelnam aan de Olympische Spelen in Tokio.

## Erelijst
- Sloveense competitie MVP: 2017
- Sloveens landskampioen: 2018/19
  - Tweede: 2015/16
- Sloveens bekerwinnaar: 2019
- ABA League 2: 2019